# Orocharis aeschyntelos
Orocharis aeschyntelos är en insektsart som beskrevs av Otte, D. 2006. Orocharis aeschyntelos ingår i släktet Orocharis och familjen syrsor. Inga underarter finns listade i Catalogue of Life.